# Répcekőhalom-Dérföld
Répcekőhalom-Dérföld (németül: Steinberg-Dörfl, horvátul: Štamperak-Drfelj) mezőváros Ausztriában, Burgenland tartományban, a Felsőpulyai járásban.

## Fekvése
Felsőpulyától 3 km-re délnyugatra a Répce partján fekszik.
A kataszteri közösségek Dérföld és Répcekőhalom.

## Nevének eredete
Répcekőhalom neve valószínűleg a határában, a Kirchbergen állt régi vár maradványiaval függ össze. Dérföld neve a német dörfl (= kis falu) főnévből származik.

## Története
A mai település egykor két önálló község, Répcekőhalom és Dérföld volt.
Répcekőhalom első írásos említése 1223-ban "Steinprech" alakban történt. 1390-ben "Kewholm", 1396-ban "Kwhalm", 1398-ban "Poss. Kwhalm", 1410-ben "Poss. Kuholm", 1457-ben "Villa ad castrum Lewka pertinens Kuellm teutunice Stampergh", 1470-ben "Poss. Stannpergh", 1492-ben "Kehalm" alakban említik a korabeli források. 1411-től a Kanizsiak birtoka, vámjával együtt a vas vármegyei Léka várához tartozott.
A falu melletti Kirchbergen már a 12. században vár állt, melynek maradványai még láthatók. A falunak 1500-ban már állt a temploma. Lakói 1580 körül evangélikusok lettek. Első evangélikus prédikátora 1579-ben még részt vett a szombathelyi zsinaton. Katolikus plébániáját csak 1651-ben alapították újra. 1660. pünkösdjén a templomot a katolikus hitre visszatért Nádasdy Ferenc emberei és a lékai zárda priorja foglalták el. Amíg a lelkész temetni volt, azalatt ragadták el a paplak asztaláról a templomkulcsot. A 17. századtól az Esterházy család birtoka. Mai templomát 1875-ben építették. A településen 1919-ig katolikus polgári leányiskola működött.
Vályi András szerint " KŐHALOM. Stainberg. Magyar mező Város Sopron Várm. földes Ura H. Eszterházy Uraság, lakosai katolikusok, és igen kevés evangelikusok, fekszik Sopronhoz 3 2/8 mértföldnyire, hegyes, és lapályos helyen, határja közép termékenységű, terem búzát, rozsot, zabot, árpát, réttye, legelője igen kevés, bora közönséges, tűzre való fája van." 
Fényes Elek szerint "Kőhalom, németül: Steinberg, német m. v. Sopron vmegyében, Kőszeghez északra 1 1/4 mfd. hegyen völgyön, 1042 kath. 4 evang. lak., paroch egyházzal. Van 492 hold szántóföldje, 322 hold rétje, 404 kapa szőleje, 3000 hold urasági erdeje, melly tölgy, cser, gyalog fenyő, fenyő és nyír fákból áll. Urbériség 23 3/8 telek. Folyóvize a Répcze. Tart 3 országosvásárt, u. m. Jubilate vasárnaputáni hetfőn; jul. 25 utáni hetfőn; olvasó vasárnap utáni hetfőn. Birja hg. Eszterházy."
Dérföldet 1390-ben "Derphul" néven említik először. 1397-ben "Poss. Derphel" volt a neve. Léka várának tartozéka volt. Egykori vaslelőhely. A falu közelében emelkedő Burgstallon egykor földvár állott. Egykori várkastélyát a Nádasdyak építtették 1592-ben, 1945 után a romos épületet lebontották. Dérföld egyházilag a szomszédos Répcekőhalom filiája volt, mai temploma csak a 18. században épült.
Vályi András szerint "DERFEL. Elegyes falu Sopron Vármegyében, földes Ura Hertzeg Eszterházy Uraság, lakosai katolikusok, fekszik Kőhalomhoz mellynek filiája nem meszsze, határja nem igen jó, ’s némelly szükséges fogyatkozásai miatt, harmadik Osztálybéli." 
Fényes Elek szerint "Dörfel, német falu, Sopron vármegyében, Sopronhoz 3 3/4 mfd., 650 kath. lak., malommal a Répcze vizén. Határa dombos és közép termékenységű; van 462 h. szántóföldje, 99 h. rétje, 224 1/4 kapa szőleje, 900 h. uradalmi erdeje, melly fenyő és tölgyfákból áll. Birja h. Eszterházy."
1910-ben Dérföldnek  770, Répcekőhalomnak 1213, többségben német lakosa volt, jelentős magyar kisebbséggel. A trianoni békeszerződésig Sopron vármegye Felsőpulyai járásához tartozott. Répcekőhalom és Dérföld községeket 1971-ben egyesítették.

## Nevezetességei
- Répcekőhalom Szent Vencel tiszteletére szentelt római katolikus temploma 1875-ben épült.
- Répcekőhalom nyugati szélén, a temetőtől kissé délre fekvő alacsony dombnyúlványon, a „Kirchbergen” láthatóak egy valószínűleg 12. századi vár sáncai. Az egykori vár területét ma erdő és bozót borítja.
- Dérföld Mihály arkangyal tiszteletére szentelt római katolikus temploma 18. századi.
- Dérföldtől nyugatra az erdőben van a Mária kútja búcsújáró kápolna, amelyet 1720-ban Esterházy Gábor építtetett, de a forrás feletti Mária-szobor már 1677-óta zarándokhely. A hagyomány szerint itt nyerte vissza látását Heydl báró szakácsa. Ezért Heydl Mátyás és felesége Szunyogh Borbála előbb egy Madonna-szobrot állított, majd kápolnát építtetett ide. A Segítő Szűzanya kegyképe 1750 körül készült. A búcsújáró-kápolna mellett van a 18. században épült barokk Oswald-kápolna, benne Mária-oltárképpel és Szent Sebestyén szobrával.
- A Dérföld melletti, a Répce által körülfolyt dombság legészakibb csúcsán a “Burgstall”-on 12. századi sáncvár maradványai látszanak.

## Külső hivatkozások
- Geomix.at Archiválva 2011. január 28-i dátummal a Wayback Machine-ben
- A répcekőhalmi Kirchberg a magyar várak honlapján[halott link]
- A dérföldi Burgstall a magyar várak honlapján[halott link]
- Magyar katolikus lexikon-Répcekőhalom
- Magyar katolikus lexikon-Dérföld
- Répcekőhalom adózói 1715-ben[halott link]
- Payr Sándor: A Dunántúli Református Egyházkerület története
- Dérföld mint búcsújáróhely
- Répcekőhalom-Dérföld az Osztrák Statisztikai Hivatal honlapján